# Tượng đài B52

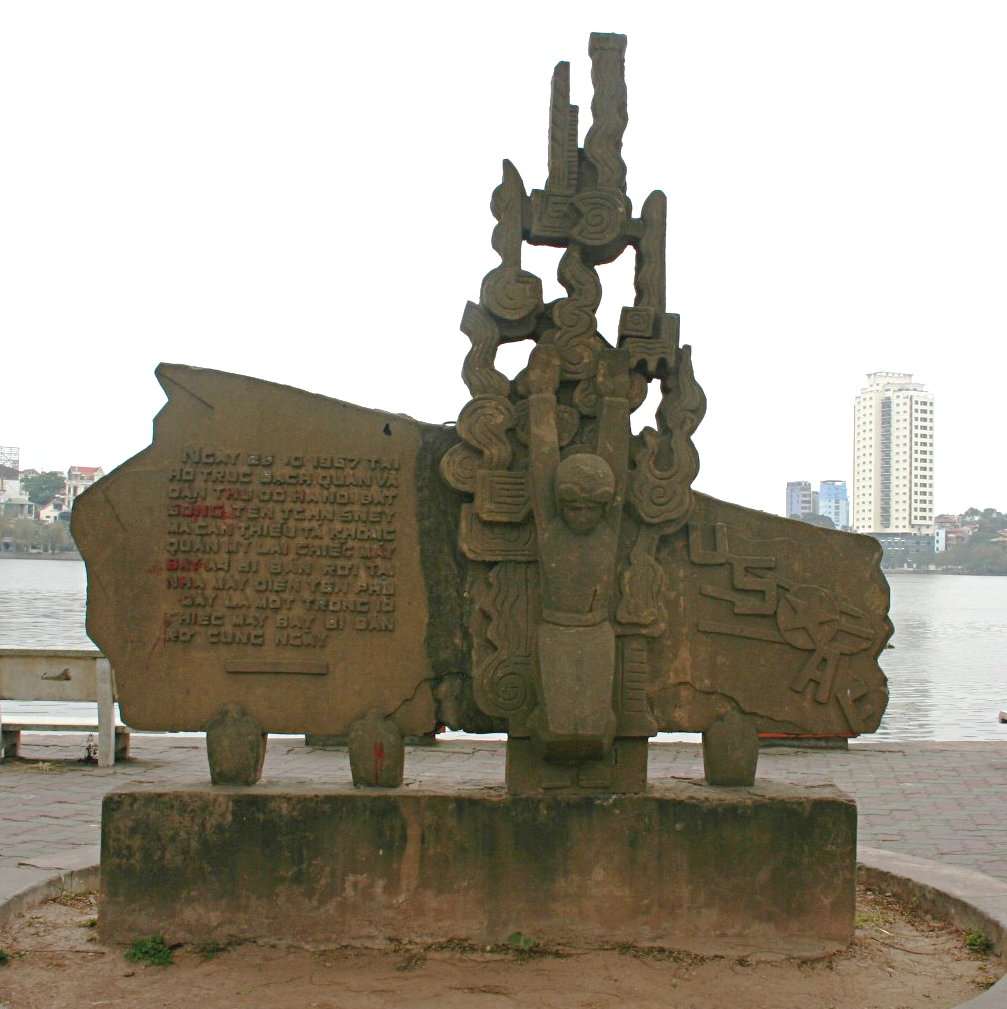
Tượng đài được đặt tại bờ hồ

Tượng đài Chiến thắng B52 là một tượng đài ghi lại chiến công của quân và dân Hà Nội trong việc bắn rơi máy bay B52 của không lực Hoa Kỳ, trong Chiến tranh Việt Nam. Tượng đài hiện nằm ở quận Ba Đình, bên cạnh Bảo tàng Chiến thắng B52 (Bảo tàng Quân khu Thủ đô).